# Fauda
Fauda (فوضى; significa "caos" en árabe) es una serie de televisión israelí de género thriller político, filmada en árabe y en hebreo.
La serie dio el salto a la televisión israelí en el verano de 2016 al ser adquirida por el sistema de televisión por satélite Yes del país. Más tarde, comenzó a emitirse internacionalmente a través del servicio Netflix, anunciada como un programa original de Netflix, estrenada el 2 de diciembre de 2016. The New York Times la consideró una de las mejores series internacionales de 2017.

## Historia
La palabra «fauda» significa «caos» en árabe y es el término utilizado por las fuerzas encubiertas israelíes para avisar a las unidades de rescate que han sido descubiertos y que son judíos israelíes y no árabes.
Fauda fue desarrollada por Lior Raz y Avi Issacharoff a partir de sus experiencias personales vividas mientras cumplían el servicio militar en la Unidad Duvdevan de las Fuerzas de Defensa de Israel. La serie se estrenó en Israel el 15 de febrero de 2015. Cuenta la historia de Doron, un comandante de la Unidad Mista'arvim, y su equipo cuando intentan atrapar un terrorista de Hamás conocido como "El Pantera".
La primera temporada de la serie fue filmada en la localidad israelí de Kafr Qasim, durante la Operación Borde Protector.
Los actores israelíes han prestado servicio en el Ejército de Defensa de Israel y varios de ellos habían participado efectivamente en operaciones encubiertas. A pesar de ser una ficción, se basa en historias reales vividas por Lior Raz cuando operaba encubierto.
En junio de 2016, la serie ganó seis Premios Ophir, incluyendo el de "Mejor Serie Drama", en los Premios de la Academia Israelí.

## Personajes

### Personajes principales
- Doron Kabilio, interpretado por Lior Raz (n. 1971). La familia de Doron la compone su mujer (Gali), un hijo y una hija. Doron, después de dejar el ejército, se mantiene a base de una granja y unos viñedos con los que trata de hacer su propio vino. Conocido por haber matado a Abu Ahmad hace 18 meses, vuelve a su antiguo puesto en las Fuerzas de Defensa de Israel, después de haber descubierto que Abu Ahmad todavía está vivo.
- Taufiq Hamed, también conocido como Abu Ahmad, y apodado "El Pantera", está interpretado por Hisham Sulimán (n. 1978), un actor árabe-israelí. Taufiq es un terrorista de Hamás supuestamente abatido por las FDI 18 meses antes del comienzo de la serie, pero que en realidad está vivo y prepara ataques terroristas, a pesar de haberse celebrado incluso su funeral.[6] Taufiq reaparece tras estar escondido desde el momento de su supuesta muerte, y es visto de nuevo por su hermano por primera vez, ya que va a felicitarle porque se casa en breve. Taufiq está acusado de matar a 116 israelíes.
- Walid El Abed interpretado por Shadi Mar'i (n. 1994), es un hombre de confianza del equipo de Taufiq, y uno del pocos que sigue viendo a "El Pantera" después de su funeral.
- Dra. Shirin El Abed interpretada por la actriz francesa Laëtitia Eïdo (n. 1990), de 32 años de edad, prima de Walid.[7] Su madre es de Nablus y el padre es de París. Ella fue voluntaria con Médicos Sin Fronteras en 2006. Estudió medicina en la Universidad Nacional An-Najah, y actualmente trabaja en urgencias del Hospital de Cirugía de Rafidia. Es viuda, se casó con 23 años con un farmacéutico, que murió cuatro años más tarde de esclerosis múltiple.
- capitán Gabi Ayub, interpretado por Itzik Cohen (n. 1968).
- Mickey Moreno interpretado por Yuval Segal (n. 1971), comandante de Doron en su antigua unidad.
- Gali Kabilio interpretada por Netta Garti (n. 1980), esposa de Doron.
- Nasrin Hamed interpretada por Hanan Hillo (n. 1983), esposa de Taufiq.
- Boaz interpretado por Tomer Kapon (n. 1985), habla árabe fluidamente, y trabaja con árabes en el Ministerio de Defensa.[8] Es el hermano de Gali y compañero de Doron.
- Naor interpretado por Tsahi Halevi (n. 1975)
- Nurit interpretada por Rona-Li Shimon (n. 1983), es la única mujer de la unidad de Doron. A pesar de que su función es permanecer fuera de escena, desea entrar en acción.
- Avichay interpretado por Boaz Konforty (n. 1974).
- Hertzel Pinto, también conocido como Steve, interpretado por Doron Ben-David (n. 1972).

### Personajes secundarios
- Ido Kabilio interpretado por Mel Malka
- Jihan Hamed interpretado por Khawlah Hag-Debsy
- Shiekh Awadalla interpretado por Salim Dau
- Gideon Avital interpretado por Uri Gavriel

## Episodios

### Resumen
| Temporada | Temporada | Episodios | Estreno original      | Final original    |                                     |
| Temporada | Temporada | Episodios | Estreno original      | Final original    | Estreno internacional (vía Netflix) |
| --------- | --------- | --------- | --------------------- | ----------------- | ----------------------------------- |
|           | 1         | 12        | 15 de febrero de 2015 | 3 de mayo de 2015 | Diciembre de 2016                   |
|           | 2         | 12        | 2017                  | -                 | 24 de mayo de 2018                  |
|           | 3         | 12        | 2020                  | -                 | 16 de abril de 2020                 |
|           | 4         | 12        | 2022                  | -                 | 13 de julio de 2022                 |

### Temporada 1
| N.º (serie) | N.º (temp.) | Título        | Fecha de emisión en Israel | Estreno internacional |
| ----------- | ----------- | ------------- | -------------------------- | --------------------- |
| 1           | 1           | «Episodio 1»  | 15 de febrero de 2015      | Diciembre de 2016     |
| 2           | 2           | «Episodio 2»  | 22 de febrero de 2015      | Diciembre de 2016     |
| 3           | 3           | «Episodio 3»  | 1 de marzo de 2015         | Diciembre de 2016     |
| 4           | 4           | «Episodio 4»  | 8 de marzo de 2015         | Diciembre de 2016     |
| 5           | 5           | «Episodio 5»  | 15 de marzo de 2015        | Diciembre de 2016     |
| 6           | 6           | «Episodio 6»  | 22 de marzo de 2015        | Diciembre de 2016     |
| 7           | 7           | «Episodio 7»  | 29 de marzo de 2015        | Diciembre de 2016     |
| 8           | 8           | «Episodio 8»  | 5 de abril de 2015         | Diciembre de 2016     |
| 9           | 9           | «Episodio 9»  | 12 de abril de 2015        | Diciembre de 2016     |
| 10          | 10          | «Episodio 10» | 19 de abril de 2015        | Diciembre de 2016     |
| 11          | 11          | «Episodio 11» | 26 de abril de 2015        | Diciembre de 2016     |
| 12          | 12          | «Episodio 12» | 3 de mayo de 2015          | Diciembre de 2016     |

### Temporada 2
| N.º (serie) | N.º (temp.) | Título        | Fecha de emisión en Israel | Estreno internacional   |
| ----------- | ----------- | ------------- | -------------------------- | ----------------------- |
| 13          | 1           | «Episodio 1»  | 31 de diciembre de 2017    | 31 de diciembre de 2017 |
| 14          | 2           | «Episodio 2»  | 7 de enero de 2018         | 7 de enero de 2018      |
| 15          | 3           | «Episodio 3»  | 14 de enero de 2018        | 14 de enero de 2018     |
| 16          | 4           | «Episodio 4»  | 21 de enero de 2018        | 21 de enero de 2018     |
| 17          | 5           | «Episodio 5»  | 28 de enero de 2018        | 28 de enero de 2018     |
| 18          | 6           | «Episodio 6»  | 4 de febrero de 2018       | 4 de febrero de 2018    |
| 19          | 7           | «Episodio 7»  | 11 de abril de 2018        | 11 de abril de 2018     |
| 20          | 8           | «Episodio 8»  | 18 de abril de 2018        | 18 de abril de 2018     |
| 21          | 9           | «Episodio 9»  | 25 de abril de 2018        | 25 de abril de 2018     |
| 22          | 10          | «Episodio 10» | 4 de mayo de 2018          | 4 de mayo de 2018       |
| 23          | 11          | «Episodio 11» | 11 de mayo de 2018         | 11 de mayo de 2018      |
| 24          | 12          | «Episodio 12» | 18 de mayo de 2018         | 18 de mayo de 2018      |

### Temporada 3
| N.º (serie) | N.º (temp.) | Título        | Fecha de emisión en Israel | Estreno internacional |
| ----------- | ----------- | ------------- | -------------------------- | --------------------- |
| 25          | 1           | «Episodio 1»  | 16 de abril de 2020        | 16 de abril de 2020   |
| 26          | 2           | «Episodio 2»  | 23 de abril de 2020        | 23 de abril de 2020   |
| 27          | 3           | «Episodio 3»  | 30 de abril de 2020        | 30 de abril de 2020   |
| 28          | 4           | «Episodio 4»  | 7 de mayo de 2020          | 7 de mayo de 2020     |
| 29          | 5           | «Episodio 5»  | 14 de mayo de 2020         | 14 de mayo de 2020    |
| 30          | 6           | «Episodio 6»  | 21 de mayo de 2020         | 21 de mayo de 2020    |
| 31          | 7           | «Episodio 7»  | 28 de mayo de 2020         | 28 de mayo de 2020    |
| 32          | 8           | «Episodio 8»  | 4 de junio de 2020         | 4 de junio de 2020    |
| 33          | 9           | «Episodio 9»  | 11 de junio de 2020        | 11 de junio de 2020   |
| 34          | 10          | «Episodio 10» | 18 de junio de 2020        | 18 de junio de 2020   |
| 35          | 11          | «Episodio 11» | 25 de junio de 2020        | 25 de junio de 2020   |
| 36          | 12          | «Episodio 12» | 2 de julio de 2020         | 2 de julio de 2020    |

### Temporada 4
| N.º (serie) | N.º (temp.) | Título        | Fecha de emisión en Israel | Estreno internacional    |
| ----------- | ----------- | ------------- | -------------------------- | ------------------------ |
| 37          | 1           | «Episodio 1»  | 13 de julio de 2022        | 13 de julio de 2022      |
| 38          | 2           | «Episodio 2»  | 20 de julio de 2022        | 20 de julio de 2022      |
| 39          | 3           | «Episodio 3»  | 27 de julio de 2022        | 27 de julio de 2022      |
| 40          | 4           | «Episodio 4»  | 3 de agosto de 2022        | 3 de agosto de 2022      |
| 41          | 5           | «Episodio 5»  | 10 de agosto de 2022       | 10 de agosto de 2022     |
| 42          | 6           | «Episodio 6»  | 17 de agosto de 2022       | 17 de agosto de 2022     |
| 43          | 7           | «Episodio 7»  | 24 de agosto de 2022       | 24 de agosto de 2022     |
| 44          | 8           | «Episodio 8»  | 31 de agosto de 2022       | 31 de agosto de 2022     |
| 45          | 9           | «Episodio 9»  | 7 de septiembre de 2022    | 7 de septiembre de 2022  |
| 46          | 10          | «Episodio 10» | 14 de septiembre de 2022   | 14 de septiembre de 2022 |
| 47          | 11          | «Episodio 11» | 21 de septiembre de 2022   | 21 de septiembre de 2022 |
| 48          | 12          | «Episodio 12» | 28 de septiembre de 2022   | 28 de septiembre de 2022 |